# Lijst van oorlogsmonumenten in Stichtse Vecht
De Nederlandse gemeente Stichtse Vecht heeft 7 oorlogsmonumenten. Hieronder een overzicht.
| Nr.  | Object                                                            | Herdachte groep                                                                                     | Ontwerper                                      | Onthulling   | Type            | Locatie                             | Plaats              | Coördinaten                  | Foto                                                              |
| ---- | ----------------------------------------------------------------- | --------------------------------------------------------------------------------------------------- | ---------------------------------------------- | ------------ | --------------- | ----------------------------------- | ------------------- | ---------------------------- | ----------------------------------------------------------------- |
| 641  | Oorlogsmonument                                                   | militairen in dienst van het Ned. Kon. 1940-1945, verzet Nederland                                  | H. Broers                                      |              | zuil            | Boerenlaantje, 3633                 | Vreeland            | 52° 13' 46" NB, 5° 2' 13" OL | Meer afbeeldingen                                                 |
| 1886 | Monument in Park Goudestein                                       | verzet Nederland                                                                                    | Marian Gobius (1910-1994)                      |              | beeld/sculptuur | Diependaalsedijk 19, 3601 GH        | Maarssen            | 52° 8' 40" NB, 5° 2' 8" OL   | Meer afbeeldingen                                                 |
| 1941 | Plaquette voor het Canadian Scottish Regiment                     | geallieerde militairen                                                                              | Hans Peters (plaquette) Gerthy Baars (plateau) | 4 april 2001 | plaquette       | Tinus de Witplantsoen, 3621 BG      | Breukelen           | 52° 10' 15" NB, 5° 0' 11" OL | Plaquette voor het Canadian Scottish Regiment                     |
| 1942 | Gedenkteken voor de Gevallenen voor Vrede, Vrijheid en Democratie | algemeen, allen                                                                                     | Gerthy Baars                                   | 3 mei 2000   | beeld/sculptuur | Tinus de Witplantsoen, 3621 BG      | Breukelen           | 52° 10' 15" NB, 5° 0' 11" OL | Gedenkteken voor de Gevallenen voor Vrede, Vrijheid en Democratie |
| 1943 | Gedenkteken voor de Gevallenen voor Vrede, Vrijheid en Democratie | algemeen, geallieerde militairen, militairen in dienst van het Ned. Kon. 1940-194, verzet Nederland | Gerthy Baars                                   | 3 mei 2000   | beeld/sculptuur | Kerkplein, 3628 AE                  | Kockengen           | 52° 8' 53" NB, 4° 56' 52" OL | Gedenkteken voor de Gevallenen voor Vrede, Vrijheid en Democratie |
| 2462 | Bevrijdingsmonument                                               | algemeen, geallieerde militairen                                                                    |                                                |              | gedenkbank      | Tinus de Witplantsoen, 3621 BG      | Breukelen           | 52° 10' 15" NB, 5° 0' 11" OL | Bevrijdingsmonument                                               |
| 3926 | Oorlogsmonument                                                   | burgerslachtoffers                                                                                  | Ehlhardt                                       |              | gedenkbank      | Leeuwendijkpark                     | Loenen aan de Vecht |                              |                                                                   |
| 4630 | Short Stirling monument                                           | geallieerde militairen                                                                              |                                                | 4 mei 2022   | plaquette       | Portengen 72, 3628 EG               | Kockengen           |                              |                                                                   |
|      | Stolpersteine                                                     | vervolgden Nederland                                                                                | Gunter Demnig                                  |              | plaquette       | Zie Stolpersteine in Stichtse Vecht | Maarssen            |                              | Meer afbeeldingen                                                 |

Amersfoort ·
Baarn ·
Bunnik ·
Bunschoten ·
De Bilt ·
De Ronde Venen ·
Eemnes ·
Houten ·
IJsselstein ·
Leusden ·
Lopik ·
Montfoort ·
Nieuwegein ·
Oudewater ·
Renswoude ·
Rhenen ·
Soest ·
Stichtse Vecht ·
Utrecht ·
Utrechtse Heuvelrug ·
Veenendaal ·
Vijfheerenlanden ·
Wijk bij Duurstede ·
Woerden ·
Woudenberg ·
Zeist